# Le inchieste di Boston Blackie
Le inchieste di Boston Blackie (Boston Blackie) è una serie televisiva statunitense in 58 episodi trasmessi per la prima volta nel corso di 2 stagioni dal 1951 al 1953.
È una serie del genere poliziesco incentrata sulle vicende del personaggio di Boston Blackie creato dall'autore Jack Boyle. Ladro di gioielli nelle storie di Boyle, diventa un detective negli adattamenti per il cinema, nella radio e infine nella televisione. Nella serie opera a Los Angeles.

## Personaggi e interpreti

### Personaggi principali
- Boston Blackie (stagioni 1-2), interpretato da Kent Taylor.
- Mary Wesley (stagioni 1-2), interpretata da Lois Collier.
- Ispettore Faraday (stagioni 1-2), interpretato da Frank Orth.

### Personaggi secondari
- Ufficiale Kelly (stagioni 1-2), interpretato da Troy Melton.
- Ella Mantelli (stagioni 1-2), interpretata da Louise Arthur.
- Killer (stagione 1), interpretato da Karl 'Killer' Davis.
- Slick (stagioni 1-2), interpretato da Marshall Reed.
- Duke (stagione 1), interpretato da John Carson.
- Archie (stagione 1), interpretato da Skelton Knaggs.
- Knot Head (stagione 1), interpretato da Earle Hodgins.
- Barry Morgan (stagione 2), interpretato da John Kellogg.
- Anne Morgan (stagione 2), interpretata da Anne Kimbell.
- Bishop (stagione 2), interpretato da Emory Parnell.
- Gregory Phillips (stagione 2), interpretato da Allen Jenkins.

## Produzione
La serie fu prodotta da ZIV Television Programs e girata negli studios della ZIV a West Hollywood in California. Le musiche furono composte da Joseph Hooven e Jack Shaindlin.

### Registi
Tra i registi sono accreditati:
- Eddie Davis in 19 episodi (1951-1953)
- Paul Landres in 19 episodi (1951-1952)
- Sobey Martin in 15 episodi (1952-1953)
- George Cahan in 5 episodi (1952)

### Sceneggiatori
Tra gli sceneggiatori sono accreditati:
- Herbert Purdom in 13 episodi (1951-1953)
- Donn Mullally in 9 episodi (1952)
- Warren Wilson in 8 episodi (1951-1953)
- J. Benton Cheney in 6 episodi (1951-1953)
- Irwin Lieberman in 4 episodi (1952-1953)
- Jack DeWitt in 3 episodi (1951-1953)
- Robert Leslie Bellem in 3 episodi (1953)
- Howard Dimsdale in 3 episodi (1953)
- Eddie Davis in 2 episodi (1951-1953)
- Robert C. Dennis in 2 episodi (1952)
- Bernard Ederer in 2 episodi (1952)
- Milton Raison in 2 episodi (1952)
- Robert White in 2 episodi (1952)
- Barney A. Sarecky in 2 episodi (1953)

## Distribuzione
La serie fu trasmessa negli Stati Uniti dall'8 settembre 1951 al 22 maggio 1953 in syndication. In Italia è stata trasmessa con il titolo Le inchieste di Boston Blackie.

## Episodi
| Stagione         | Episodi | Prima TV USA |
| ---------------- | ------- | ------------ |
| Prima stagione   | 26      | 1951-1952    |
| Seconda stagione | 32      | 1952-1953    |